# Shahrūd Kolā
Shahrūd Kolā (persiska: شهرود كلا) är en ort i Iran.   Den ligger i provinsen Mazandaran, i den norra delen av landet, 150 km nordost om huvudstaden Teheran. Shahrūd Kolā ligger 177 meter över havet och antalet invånare är 959.
Terrängen runt Shahrūd Kolā är kuperad åt sydost, men åt nordväst är den platt. Runt Shahrūd Kolā är det ganska glesbefolkat, med 34 invånare per kvadratkilometer. Närmaste större samhälle är Kiakola, 19,5 km norr om Shahrūd Kolā. I omgivningarna runt Shahrūd Kolā växer i huvudsak blandskog.